# 喬治 (密蘇里州)
喬治（英語：George）是位於美國密蘇里州富蘭克林縣的鬼鎮。

## 歷史
喬治的郵局於1894年設立，其後於1905年停運。

## 地理
喬治所處的海拔為高於海平面165米（即541英呎），而該地所採用的時區為UTC-6，即北美中部時區（CST）。同時該地設有夏令時間，為UTC-6調快一小時，即UTC-5（CDT）。